# Stor Bagarn
Stor Bagarn (finska: Mänty-Paakari)  är en ö i Finland. Den ligger i Bottenhavet och i kommunen Björneborg i landskapet Satakunta, i den sydvästra delen av landet. Ön ligger omkring 25 kilometer nordväst om Björneborg och omkring 250 kilometer nordväst om Helsingfors.
Öns area är 25,6 hektar och dess största längd är 0,8 kilometer i öst-västlig riktning.

## Klimat
Inlandsklimat råder i trakten. Årsmedeltemperaturen i trakten är 5 °C. Den varmaste månaden är augusti, då medeltemperaturen är 17 °C, och den kallaste är januari, med −8 °C.